# Бавижев, Мухамед Данильевич
Мухамед Данильевич Бавижев (род. 1953) — российский учёный, доктор физико-математических наук, профессор, лауреат Государственной премии РФ в области науки и техники (1996). Вице-президент Акционерного общества "Научно-производственное предприятие «Радий» (АО "НПП «Радий»). Инициировал и руководил первыми работами по применению монокристаллов в системах управления пучками частиц на ускорителе У-70 Института физики высоких энергий (ИФВЭ), г. Протвино

## Биография
Родился 5 марта 1953 года, в 1970 году окончил среднюю школу города Черкесска.
Окончил Московский инженерно-физический институт (МИФИ) (1970—1976)

## Профессиональная деятельность
- Ассистент кафедры физики и химии филиала Ставропольского политехнического института (СПИ), г. Черкесск, 1976—1978 гг.
- Аспирант Томского политехнического института, стажер Объединённого института ядерных исследований (ОИЯИ), г. Дубна, 1979—1982 гг.
- Ассистент СПИ, г. Ставрополь, 1983—1984 гг.
- Научный сотрудник, начальник группы Института физики высоких энергий (ИФВЭ), г. Протвино,1984-1994 гг.
- Профессор, заведующий кафедрой, первый проректор, главный научный сотрудник Карачаево-Черкесской государственной технологической академии, г. Черкесск, 1994—2008 гг.
- Директор научно-исследовательского института прикладных нанотехнологий, профессор кафедры «Нанотехнологии и технологии материалов электронной техники», директор Объединённого центра нанотехнологий Северо-Кавказского государственного технического университета, г. Ставрополь, 2008—2012 гг.
- Вице-президент, директор научно-исследовательского центра АО "НПП «Радий», г. Москва, с 2012 г.

## Награды, почетные дипломы, титулы
- Лауреат премии комсомола Подмосковья в области науки и техники (1984)
- Лауреат Государственной премии РФ в области науки и техники (1996)
- Почетный работник высшего профессионального образования РФ (1998)
- Член Нанотехнологического Общества РФ
- Эксперт РОСНАНО

## Сфера научных интересов
- Физика взаимодействия элементарных частиц с веществом, кристаллооптика пучков частиц высоких энергий, физика низкоразмерных систем, методы синтеза и диагностики наноструктур, функциональные материалы и изделия на их базе, атомная и молекулярная оптика, автоэмиссионные материалы и изделия на их основе, вакуумная микроэлектроника, функциональные узлы бортовых СВЧ РЛС.
- Специалист в области кристаллооптики пучков частиц высоких энергий, функциональных наноматериалов и вакуумной микроэлектроники.
- В 1985 году защитил диссертацию на соискание ученой степени кандидата физико-математических наук «Экспериментальное исследование излучения электронов и позитронов с энергией 10 ГэВ в толстых монокристаллах кремния и германия», в 1994 году — диссертацию на соискание ученой степени доктора физико-математических наук «Экспериментальные исследования, разработка и создание систем кристаллооптики пучков высоких энергий»

## Значимые научные работы
1. Steering Of Charged Particle Trajectories By A Bent Crystal Physics Letters. Section B: Nuclear, Elementary Particle and High-Energy Physics. 1979. Т. 88. № 3-4. С. 387—391.
2. Radiation From The Channeling Of 10-Gev Positrons By Silicon Single Crystals Physical Review Letters. 1982. Т. 48. № 7. С. 488—492.
3. Radiation From 10 Gev Positrons Channeled In Silicon Crystals Nuclear Instruments and Methods in Physics Research. 1982. Т. 194. № 1-3. С. 239—241.
4. Computer Simulation Of Multitum Beam Extraction From Accelerators By Bent Crystals Nuclear Instruments and Methods in Physics Research Section B: Beam Interactions with Materials and Atoms. 1991. Т. 58. № 1. С. 103—108.
5. Extraction Of The 70 Gev Proton Beam From The Ihep Accelerator Towards Beam Line 2(14) With A Bent Single Crystal Nuclear Instruments and Methods in Physics Research. Section A: Accelerators, Spectrometers, Detectors and Associated Equipment. 1991. Т. 309. № 1-2. С. 1-4.
6. Extraction From Tev-Range Accelerators Using Bent Crystal Channeling Nuclear Instruments and Methods in Physics Research Section B: Beam Interactions with Materials and Atoms. 1994. Т. 90. № 1-4. С. 128—132.
7. Особенности Прохождения Атомных и Молекулярных Пучков через Капиллярные Структуры в Условиях Взаимодействия с Поверхностной Световой Волной Российские нанотехнологии. 2010. Т. 5. № 9-10. С. 73-76.
8. Управление Расходимостью Каналированного в Поликапилляре Атомного Пучка Полем Лазерного Излучения Оптика и спектроскопия. 2012. Т. 113. № 3. С. 351.
9. Моделирование Процесса Транспортировки Атомного Пучка в Микрокапилляре в Условиях Взаимодействия с Поверхностной Световой Волной Математическое моделирование. 2012. Т. 24. № 9. С. 50-62.
10. Исследование Особенностей Роста Островков Ge На Si(100) в Условиях МЛЭ Поверхность. Рентгеновские, синхротронные и нейтронные исследования. 2013. № 5. С. 100.
11. Зависимость Топологии Поверхности и Спектров Рамановского Рассеяния Пленок Gexsi1 — X/Si от Изменения Состава по Толщине Слоя Кристаллография. 2013. Т. 58. № 3. С. 501.
12. Registration Of Energy Discharge In D + D → 4he * Reaction In Conducting Crystals (Simulation Of Experiment) Nuclear Instruments and Methods in Physics Research Section B: Beam Interactions with Materials and Atoms. 2013. Т. 309. С. 95-104.
13. Приемопередающий Модуль Х-Диапазона на Кремниевой Коммутационной Плате Наноиндустрия. 2018. № S (82). С. 441—442.
14. Composite Graphene-Containing Porous Materials from Carbon for Capacitive Deionization of Water. Molecules 2020, 25, 2620; doi:10.3390/molecules25112620
15. Ресурсные испытания холодных катодов, созданных на основе углеродных наностенок. Наноиндустрия, Наноиндустрия. 2022. Т. 15. № S8-2 (113). С. 413-415.DOI: 10.22184/1993-8578.2022.15.8s.413.415.
16. Сеточные элементы для вакуумной микроэлектроники, наноиндустрия. 2024. Т. 17. № s10-2 (128). С. 458-461

## Основные патенты
1. Устройство формирования пучков заряженных частиц высокой энергии, Патент SU 1568784, (1988).
2. Фотоэлектрический преобразователь на основе непланарной полупроводниковой структуры, Патент RU 2399118, (2010).
3. Рентгеновская трубка с модулируемым излучением, Патент RU 2507627, (2014).
4. Диодная сборка для СВЧ защитных устройств, Патент RU 2535915, (2014).
5. Способ получения термостойких нанокомпозитов, содержащих платиновые металлы, Патент RU 2550472, (2015).
6. Электродный узел электронных приборов, Патент RU 2581835, (2016).
7. Источник электронов с автоэлектронным эмиттером и рентгеновская трубка с таким источником электронов, Патент RU 2581833, (2016).
8. Способ получения электропроводящего гидрофильного аэрогеля на основе композита из графена и углеродных нанотрубок, Патент RU 2662484, (2017).
9. Способ модификации эмиссионной поверхности электродов для приборов с автоэлектронной эмиссией, Патент RU 2652980, (2018).
10. Способ получения электропроводящего гидрофильного аэрогеля на основе композита из графена и углеродных нанотрубок, Патент RU 2662484, (2018).
11. Способ паровой конверсии метана и/или легких углеводородных смесей, Патент RU 2785612 C1, (2022).
12. Способ электродиализного опреснения воды, Патент RU 2770078 C1, (2022).
13. Способ изготовления магнийсиликатного проппанта, Патент RU 2814893 C1, (2024).

https://elibrary.ru/author_items.asp?authorid=222836&pubrole=100&show_refs=1&show_option=0
http://allpatents.ru/author/ru-bavizhev-m-d.html
https://edrid.ru/authors/101.3d5f.html

## Общественная деятельность
- Член общественной организации Адыгская (Черкесская) международная академия наук
- Член общественного совета при Департаменте Росприроднадзора по СКФО (2011—2012 гг.)